# Riceciîna, Koreț
Riceciîna (în ucraineană Річечина) este un sat în comuna Ricikî din raionul Koreț, regiunea Rivne, Ucraina.

## Demografie
Componența lingvistică a localității Riceciîna
     Ucraineană (100%)
Conform recensământului din 2001, toată populația localității Riceciîna era vorbitoare de ucraineană (100%).